# Magyar Köztársaság (1946–1949)
A Magyar Köztársaság Magyarország 1946 és 1949 közötti államformájának hivatalos megnevezése. Kezdetben jellemzője volt a parlamentáris demokrácia, azonban az 1947-es országgyűlési választásoktól kezdve mindinkább a Magyar Kommunista Párt (MKP), majd Magyar Dolgozók Pártja (MDP) egyeduralma felé tolódott el a berendezkedése. 1949. augusztus 20-án a Magyar Népköztársaság lépett a helyébe.
Kikiáltásának napja 2006-tól a köztársaság emléknapja.

## Története

### Előzmények
1945-ben új, demokratikus alapokon láttak neki a második világháborúban kivérzett ország helyreállításának. Ez azonban csak részben volt demokratikus: a jaltai konferencián megvitatottak értelmében Magyarország, mint háborús vesztes állam, a Szövetséges Ellenőrző Bizottság (SZEB) ellenőrzése alatt állt, azon belül is a Vorosilov marsall vezette szovjet misszió alatt. November 4-én megtartották a nemzetgyűlési választásokat, melyet a Független Kisgazdapárt nyert nagy fölénnyel, de a Szociáldemokrata Párt, a Magyar Kommunista Párt, és a Nemzeti Parasztpárt is részt vettek a kormány munkájában.
Már ekkor megérett az elhatározás, hogy a régi rendszerre emlékeztető, és 1918 óta gyakorlatilag csak formálisan létező királyságot megszüntessék, és helyébe a köztársaságot állítsák. Történelmi előzmény már volt: az 1918-1919 között létezett köztársaság, mely azonban hivatalos megnevezését tekintve "Magyar Népköztársaság" volt. 1946 elején került sor az államforma megváltoztatásának nemzetgyűlési vitájára, ahol minden kormánypárt támogatta a javaslatot, az ellenzéki  Polgári Demokrata Párt, azaz a mindössze két ellenzéki képviselő, Slachta Margit és Szent-Iványi Sándor azonban nem. Mindszenty József hercegprímás és a Katolikus Püspöki Kar is tiltakoztak, és a döntés elhalasztását kérték, ezt azonban nem vették figyelembe, és így 1946. február 1-jén hatályba lépett az 1946. évi I. törvény, Magyarország államformájáról.

### Az első szakasz: 1946–1947
A frissen kikiáltott köztársaság elnökéül Tildy Zoltánt választották meg, aki addig miniszterelnök volt. Helyére Nagy Ferenc került. Az új kormány hamarosan baloldali támadások kereszttüzébe került. Először a régi államapparátus hivatalnokainak eltávolítását követelték, majd márciusban ezért, s a földreform védelméért a Szociáldemokrata Párt, a Kommunista Párt, a Szakszervezeti Tanács, és a Parasztpárt megalakították a Baloldali Blokkot. Ez tulajdonképpen az akkor még létező Magyar Nemzeti Függetlenségi Front bomlasztása volt, a „szalámitaktika” kezdete. A Baloldali Blokk követelésére a Független Kisgazdapárt kizárt soraiból húsz embert, ők később Sulyok Dezső vezetésével új pártot alapítanak, a Magyar Szabadság Pártot.
Május elején a Kommunista Párt bejelenti, hogy augusztus elsejére új, értékálló valutát kell megteremteni: a forintot. Erre igen nagy szükség volt, mert a világtörténelem legnagyobb inflációja miatt a pengő teljesen elértéktelenedett. Feléledt a cserekereskedelem, az ország viszont a gazdasági összeomlás szélére került. Rontottak a helyzeten a spekulánsok is. A határidőt azonban sikerült tartani, és augusztus 1-jétől a forint lett a hivatalos magyar valuta.
1947 azzal kezdődik, hogy Nagy Ferencék ajánlatot tesznek a Nemzeti Parasztpárt részére egy közös FKGP-NPP platform létrehozására. Ezt azonban nem támogatják, és néhányan, Kovács Imre vezetésével kilépnek a Parasztpártból. Ugyanekkor a Kommunista Párt benyújtja a Nemzetgyűlésben a hároméves tervet. Ennek célja az, hogy az ország mihamarabb heverje ki a háborús pusztítást. A javaslatot elfogadják. Ugyanekkor azonban horthysta összeesküvés címén eljárást kezdeményeznek a Magyar Közösség nevű társaság és tagjaik ellen. Mivel a tagok közt vannak kisgazdapártiak is, a Baloldali Blokk követeli, hogy zárják ki őket.
Február 10-én Magyarország aláírja a párizsi békeszerződést. Túl azon, hogy visszaállították az 1937. december 31-i határokat, Pozsonynál három falut: Horvátjárfalut, Dunacsúnt és Oroszvárat Csehszlovákiához csatoltak. Kísérletet tettek ugyan Románia felé egy határsáv visszacsatolására, de erre nem került sor. Ezen túlmenően Magyarországnak háborús jóvátételt kellett fizetnie a győztes országok, mindenekelőtt a Szovjetunió részére. Ugyanebben az időben erőszakos lakosságcsere történt Csehszlovákia és Magyarország közt, továbbá háborús bűnök címszó alatt pogromok kezdődtek a német ajkú lakosság ellen.
1947. május 30-án a Kommunista Párt nyomására  Nagy Ferenc távollétében lemond miniszterelnöki címéről, s nem is tér haza Magyarországra. Az új miniszterelnök Dinnyés Lajos lett. A „szalámitaktika” következtében további politikusok léptek ki a Kisgazdapártból, közülük sokan a Radikális Párt színeiben tűntek fel, de ide ült át a Szociáldemokrata Párt ismert alakja, Peyer Károly is.
Augusztus 31-én ismét országgyűlési választásokat tartanak. Az 1945 végihez képest az erőviszonyok igencsak felborultak: a Kommunista Párt 22,2%-ot, a Független Kisgazdapárt 15,1%-ot, a Szociáldemokrata Párt 14,6%-ot, a Nemzeti Parasztpárt 8,7%-ot ért el. Ez a választás az ún. „kékcédulás választások” néven ismert, nevezett cédulákkal (azaz a választási névjegyzékkivonatokkal) ugyanis több esetben visszaéltek. Körülbelül százezer darab hamis vagy meghamisított cédula volt forgalomban, melyet azonban nemcsak a Kommunista Párt esetében használhattak, lévén a szavazatszedő bizottságok is előállíthattak hamisat (mert a valódit is ők állították ki). A választásokon összesen tíz párt indult, jelentős részük a kisgazdáktól kivált kis párt volt. Kormányt ismét Dinnyés Lajos alakíthatott. Nem sokkal ezután, 1947 szeptemberében a kommunista-szociáldemokrata-kisgazda-parasztpárti koalíció, valamint a Polgári Demokrata Párt választási csalással vádolta meg a Magyar Függetlenségi Pártot. A választási bizottság helyt adott a vádaknak, és a párt összes mandátumát megsemmisítették. Októberben az ily módon átalakult országgyűlés törvényt hoz a nagybankok és vállalataik államosításáról.

### A fordulat évei: 1948–1949
1948 elején állami tulajdonba vették a nagybankokat és a hozzájuk köthető vállalatokat. Márciusban pedig államosították a száz munkavállalónál többet foglalkoztató üzemeket. Májusban államosították az egyházi iskolákat. Ekkoriban egyre több szó esett a két munkáspárt: a kommunista és a szociáldemokrata egyesüléséről. A szociáldemokratáknál azonban nem mindenki egyezett ebbe bele, ezért Kéthly Annát, Szélig Imrét, Bán Antalt, és néhány társukat eltávolították a pártvezetőségből. Június 12-én pedig előbb a két párt két külön kongresszust tartott, majd délután az új, egyesült párt, a Magyar Dolgozók Pártja megtartotta első kongresszusát. Az MDP így Magyarország meghatározó pártjává vált, az ország pedig ezzel végérvényesen megindult a szocialista átmenet felé - ezért nevezik 1948-at a "fordulat évének". Az év végére pedig teljesen államosították a bánya- és a gyáripart, a közlekedést és a nagykereskedelmet, ezzel pedig a hároméves tervet sikeresen teljesítette az ország. Ugyanekkor ellenforradalmi összeesküvés vádjával letartóztatták Mindszenty Józsefet és Esterházy Pált.
1949 elején létrejött a Magyar Függetlenségi Népfront. Ez - elméletileg - a pártversengés felszámolását szolgálta, gyakorlatilag azonban megszüntette a pártokra való szavazás lehetőségét. Ez alapján tartottak 1949 májusában országgyűlési választásokat. A szavazólap mindössze egy névsort tartalmazott, a Népfront által kiválasztott személyekről, a szavazáshoz egyszerűen le kellett adni a szavazólapot, X-et csak nemleges választás esetén kellett húzni. A Népfront megkapta a szavazatok 95%-át, a képviselők 71%-a azonban az MDP tagja volt. A kormányt Dobi István miniszterelnök vezette. Az új országgyűlés azonban már készen állt arra, hogy a szocialista átalakulást betetőzze, s ennek érdekében augusztus 18-án elfogadták Magyarország új alkotmányát. Ennek értelmében a teljes magyar államszervezet átalakult szovjet mintára, az ország hivatalos megnevezése pedig Magyar Népköztársaság lett.

## Államszervezet
Bár az 1946. évi I. törvény, címe alapján, csak az államformáról rendelkezik, mégis értelmezhető úgy, mint a köztársaság alkotmánya, noha meglehetősen kezdetleges maradt. A preambulum értelmében az általános, egyenlő, közvetlen és titkos választójog alapján megválasztott Nemzetgyűlés a magyar nép nevében és megbízásából alkotta meg azt az államformát, amely a nemzet akaratának és érdekeinek legjobban megfelel: a magyar köztársaságot. Ugyanitt sorolja fel az alapvető jogokat és kötelességeket is.
A törvényhozó hatalom a Nemzetgyűlés, amelyet általános és titkos választójog alapján az állampolgárok választanak meg. A köztársaság élén elnök áll, akit négy évre választanak, s akit nem lehet újraválasztani. A választási procedúra igen hasonló a maihoz. A törvény ezen felül az elnök jogköreit sorolja fel.
Területi szinten megmaradt a korábbi beosztás, változtatásokra csak a tanácsrendszer bevezetésével és a megyerendszer egyszerűsítésével került sor. A község, nagyközség, város, járás, megye felosztás maradt érvényben, s a megye élén úgyszintén a megyei főispán állott.